# Kasteel van Vyborg

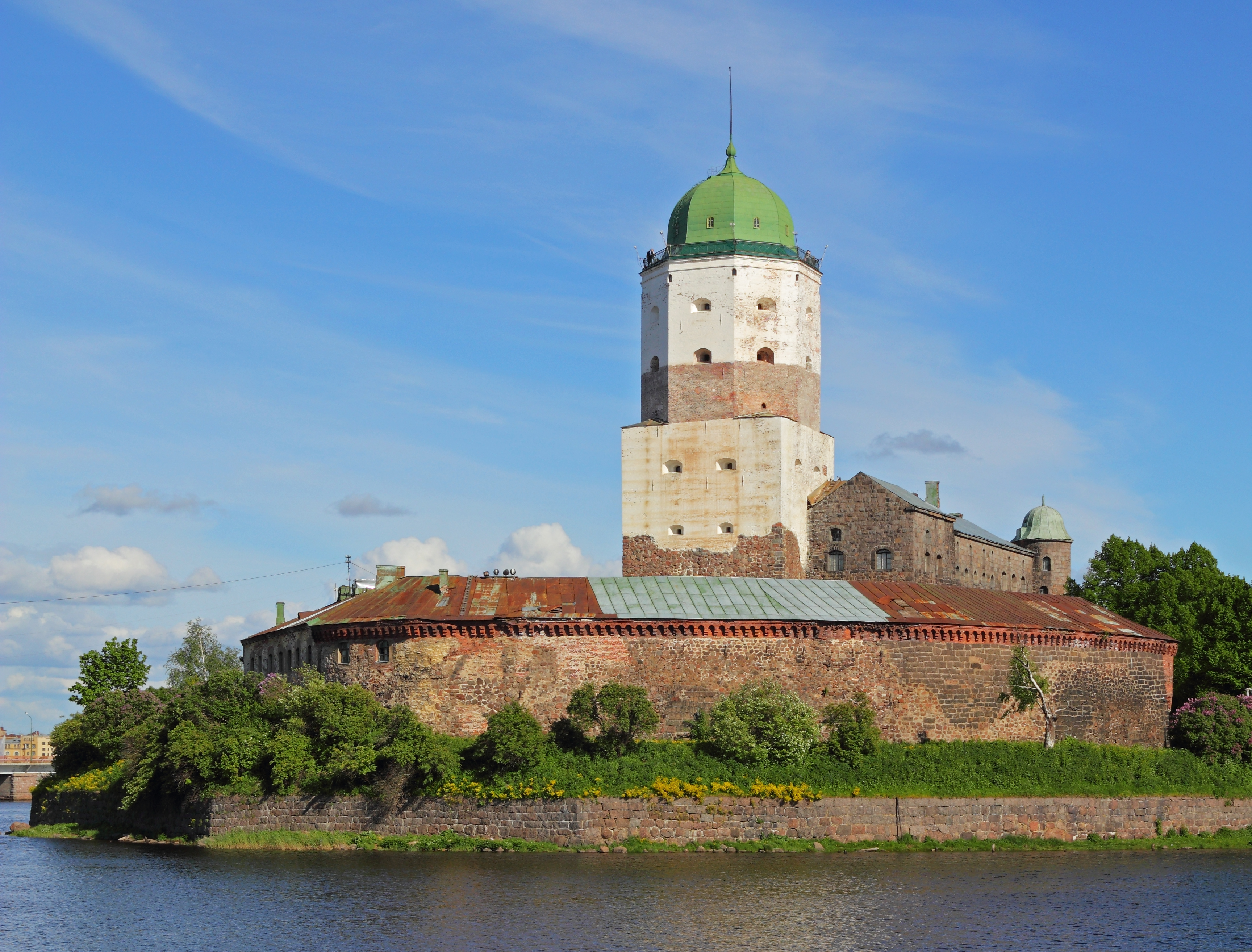
Zicht op het kasteel

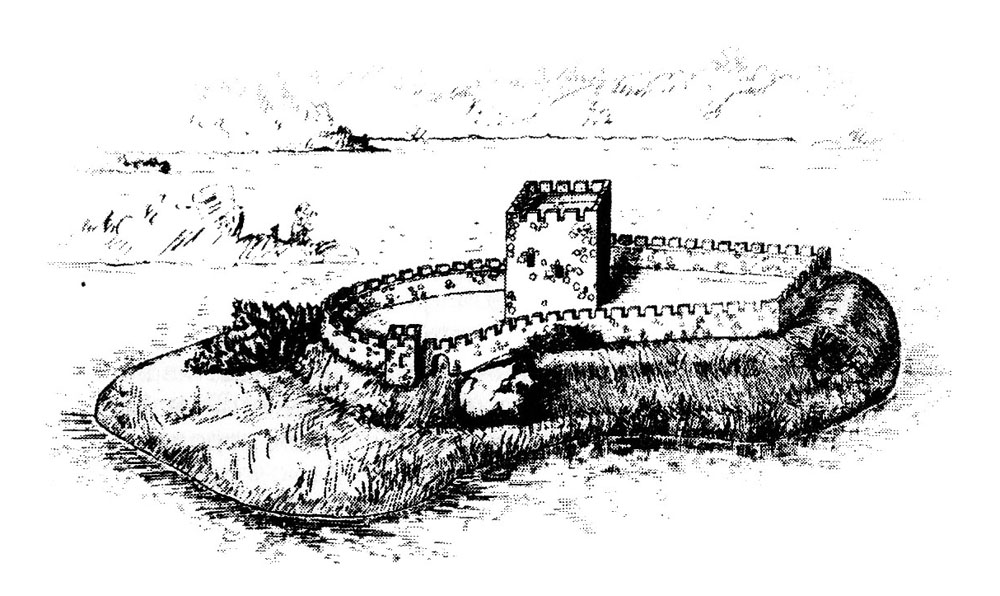
Het kasteel in de 14e eeuw

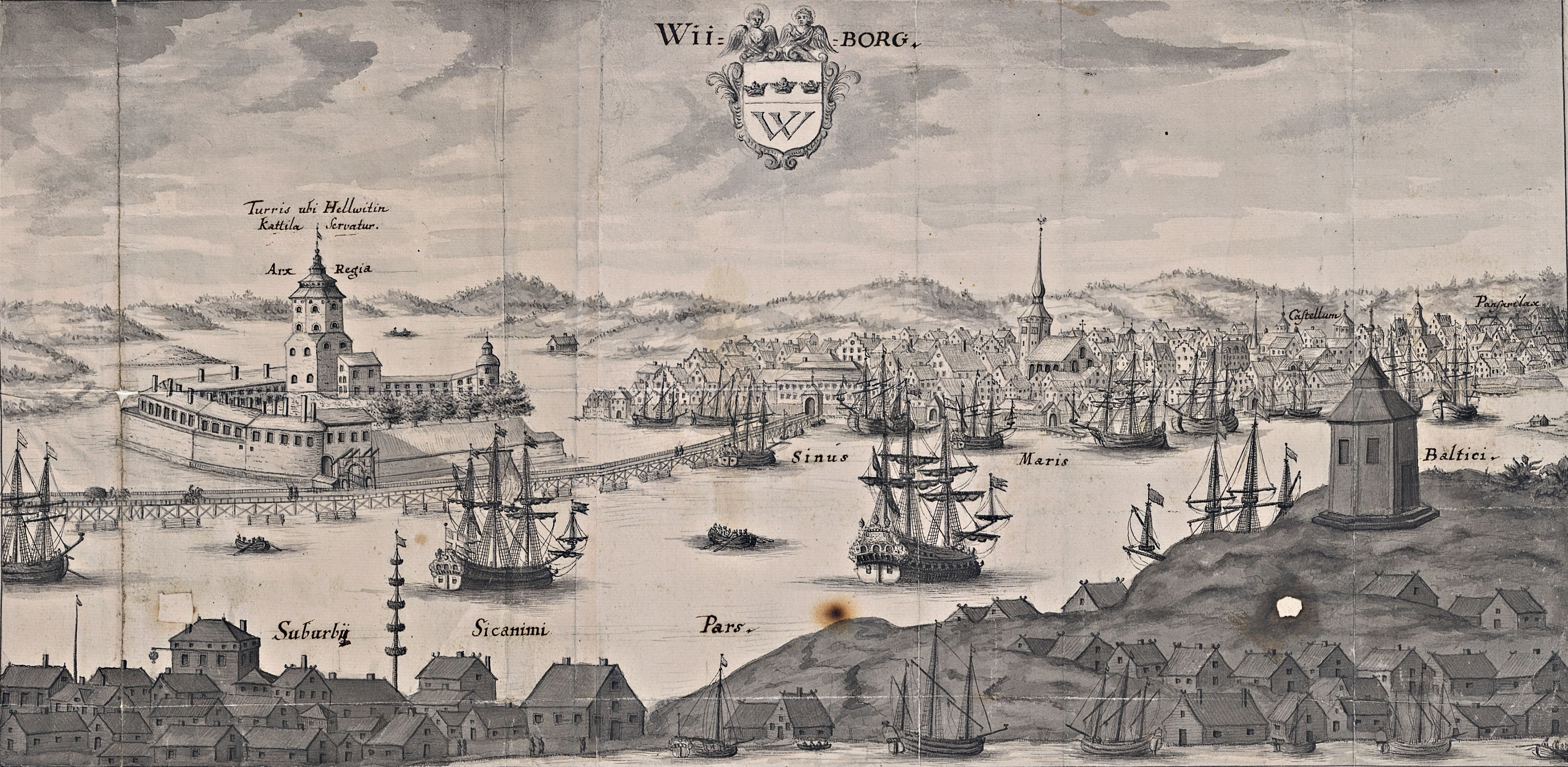
Gravure van de stad (1709) met links het kasteel

Het Kasteel van Vyborg (Russisch: Vyborgski zamok; Выборгский замок, Fins: Viipurin linna, Zweeds: Viborgs fästning) is een middeleeuws kasteel in de Russische stad Vyborg. Het werd vanaf 1293 gebouwd door Zweden en markeerde het oostelijkste uiteinde van dat land. Het gebouw ligt op een eilandje in de Krepostnoij proliv, een zeestraat die de Baai van Vyborg, en daarmee de Finse Golf, met de Zasjtsjitnanabaai verbindt. 
Het hoofdgebouw heeft een onregelmatige vierhoekig grondvlak en wordt gedomineerd door de massieve Sint-Olafstoren. De toren is vierkant aan de basis met zijden van 15,5 meter en de muren zijn 4,5 meter dik. Langs de gehele kustlijn van het eiland loopt een muur die het kasteel omringt.

## Geschiedenis
Het kasteel werd vanaf 1293 gebouwd als de meest oostelijke buitenpost van het koninkrijk Zweden. Het werd gebouwd in het kader van de Noordelijke Kruistochten, op bevel van Torkel Knutsson, een hoge Zweedse functionaris. Hij koos de locatie vanwege de handelsroutes: vanaf hier loopt kon over een bevaarbare rivier het Ladogameer worden bereikt. Het kasteel speelde een belangrijke rol in de verdediging van het Zweedse rijk in de Karelische regio: het was de eerste verdediging tegen de Russen en had een belangrijke militaire en strategische status.
Tot in de 16e eeuw werd het kasteel goed onderhouden en uitgebreid. In de 17e eeuw nam de aandacht af omdat het Russische gevaar was afgenomen en de grens naar het oosten was verschoven. In de Grote Noordse Oorlog werd het kasteel ingenomen (1710), waarna het voor twee eeuwen in Rusland kwam te liggen. Vanaf 1812 viel het gebied onder het grootvorstendom Finland. Het Russische leger maakte tot 1918 van het kasteel gebruik. 
Het kasteel dankt zijn huidige vorm aan uitgebreide restauraties, die eind 19e eeuw werden uitgevoerd.  
De stad Vyborg, die oorspronkelijk op het vestingeilandbinnen de buitenste vestingwerken van het kasteel lag, maar later wegens gebrek aan ruimte naar de huidige locatie werd verplaatst, behoorde tussen 1917 en 1940 en opnieuw tussen 1941 en 1944 als Viipuri tot Finland. Als gevolg van grensveranderingen in de Tweede Wereldoorlog werd het in 1944 door de Sovjet-Unie geannexeerd.
Het kasteel is als gebruik als museum.